# Moritz II. von Dietrichstein-Proskau-Leslie

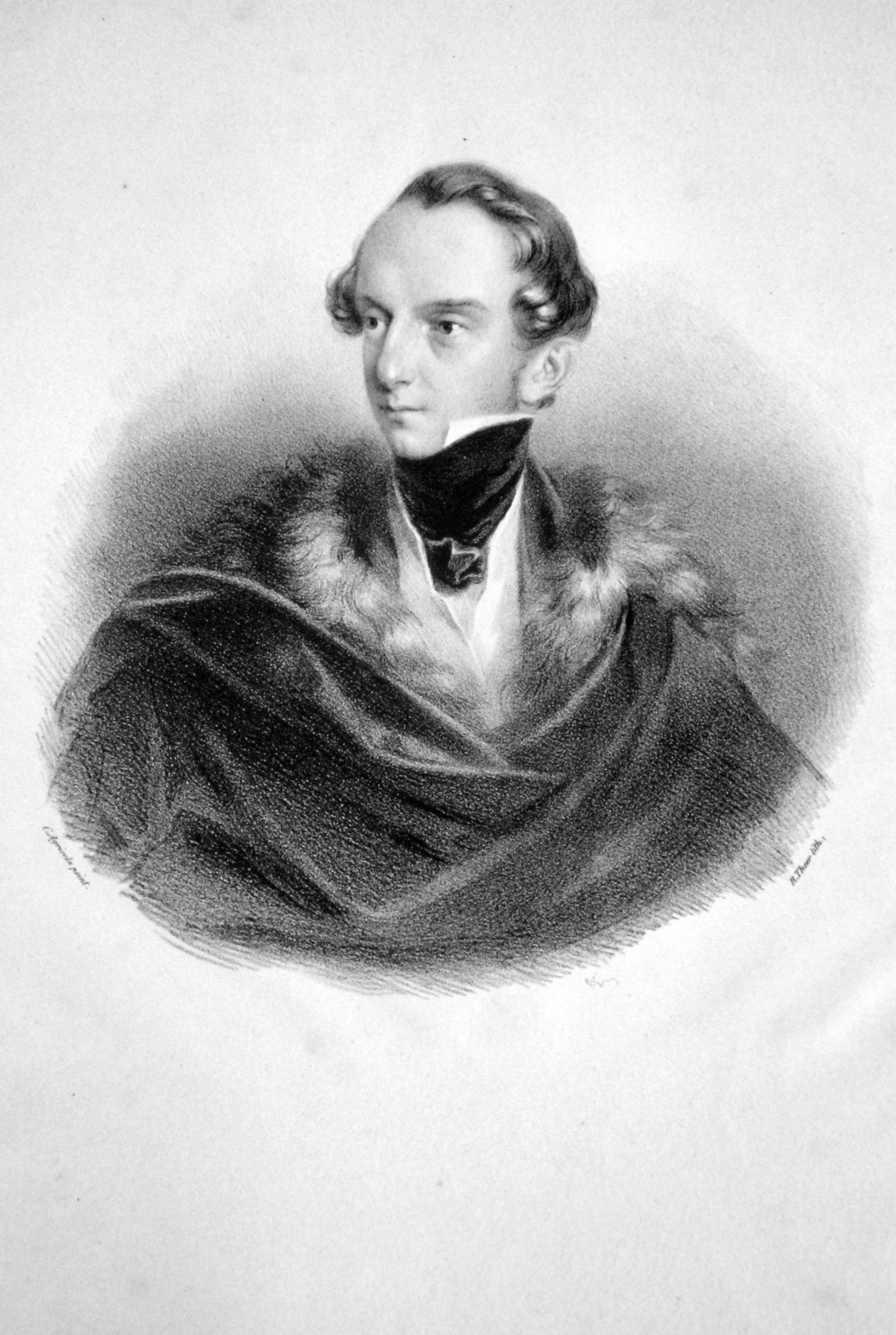
Moritz II. von Dietrichstein-Proskau-Leslie (ca. 1835)

Moritz II. Dietrichstein-Proskau-Leslie (* 4. Juli 1801; † 15. Oktober 1852) war ein österreichischer Botschafter.

## Leben
Seine  Eltern waren der Hofbeamter Moritz I. Josef Johann Dietrichstein zu Nikolsburg,  Graf zu Proskau und Leslie (* 1775; † 1864) und dessen Ehefrau die Gräfin Therese von Gilleis (1779–1860)
Er wurde 1821 Attaché in Neapel und 1825 Legationssekretär in Paris.
Im Jahr 1827 war er Botschaftssekretär erster Klasse in London. Anschließend im Jahr 1833 war er Legationsrat und Geschäftsträger in Kassel sowie in Brüssel.
1837 wurde er zum dann Gesandten in Karlsruhe und Darmstadt ernannt und 1839 war er Gesandter in Brüssel.
Vom 5. August 1843 bis 11. August 1848 war er Ambassador to the Court of St James’s.
Dietrichstein heiratete am 16. Juni 1842 die Gräfin Sophia von Potocki (* 1. Dezember 1820; † 11. September 1882). Die Ehe war kinderlos.